# 白杨镇水库
白杨镇水库，位于中华人民共和国新疆维吾尔自治区和布克赛尔蒙古自治县与额敏县交界处的白杨河上，是一座中型拦河式山区水库，为新疆塔城白杨河引水工程的枢纽工程。工程于2010年开工建设，2014年主体工程基本完工。水库总库容4463万立方米，大坝为混凝土面板防渗砂砾石坝，坝顶长310米，坝顶高程958.68米，最大坝高为66.47米，坝顶宽8米。